# Kaplica Męki Pańskiej w Grybowie
Kaplica Męki Pańskiej, kaplica grobowa Stadnickich przy kościele parafialnym w Grybowie -  klasycystyczna kaplica-mauzoleum znajdująca się we wschodniej części placu otaczającego kościół parafialny w Grybowie, ufundowana w 1862 r. przez Konstancję z Zielińskich Stadnicką, wewnątrz której umieszczono cztery barokowe rzeźby świętych z XVIII wieku, pietę Matki Bożej Bolesnej oraz rzeźbę Chrystusa Frasobliwego.

## Opis
Kaplica została zbudowana na planie prostokąta i nakryta dwuspadowym dachem. Opracowane powściągliwie elewacje zewnętrzne obiega gzyms, naroża akcentują szerokie półfilary, a fasadę urozmaicają szerokie lizeny przechodzące w półkolistą archiwoltę. Prostokątne wejście zostało ujęte kamiennymi, profilowanymi ościeżami z uszakami. Nad wejściem umieszczono sporych rozmiarów okrągłe okno w szerokim obramieniu.
W 1876 r. pochowano w niej Eustachego Stadnickiego, zasłużonego dobroczyńcę grybowskiej fary. Po renowacjach przeprowadzonych w 2008 r. służy jako kaplica przedpogrzebowa.

## Bibliografia

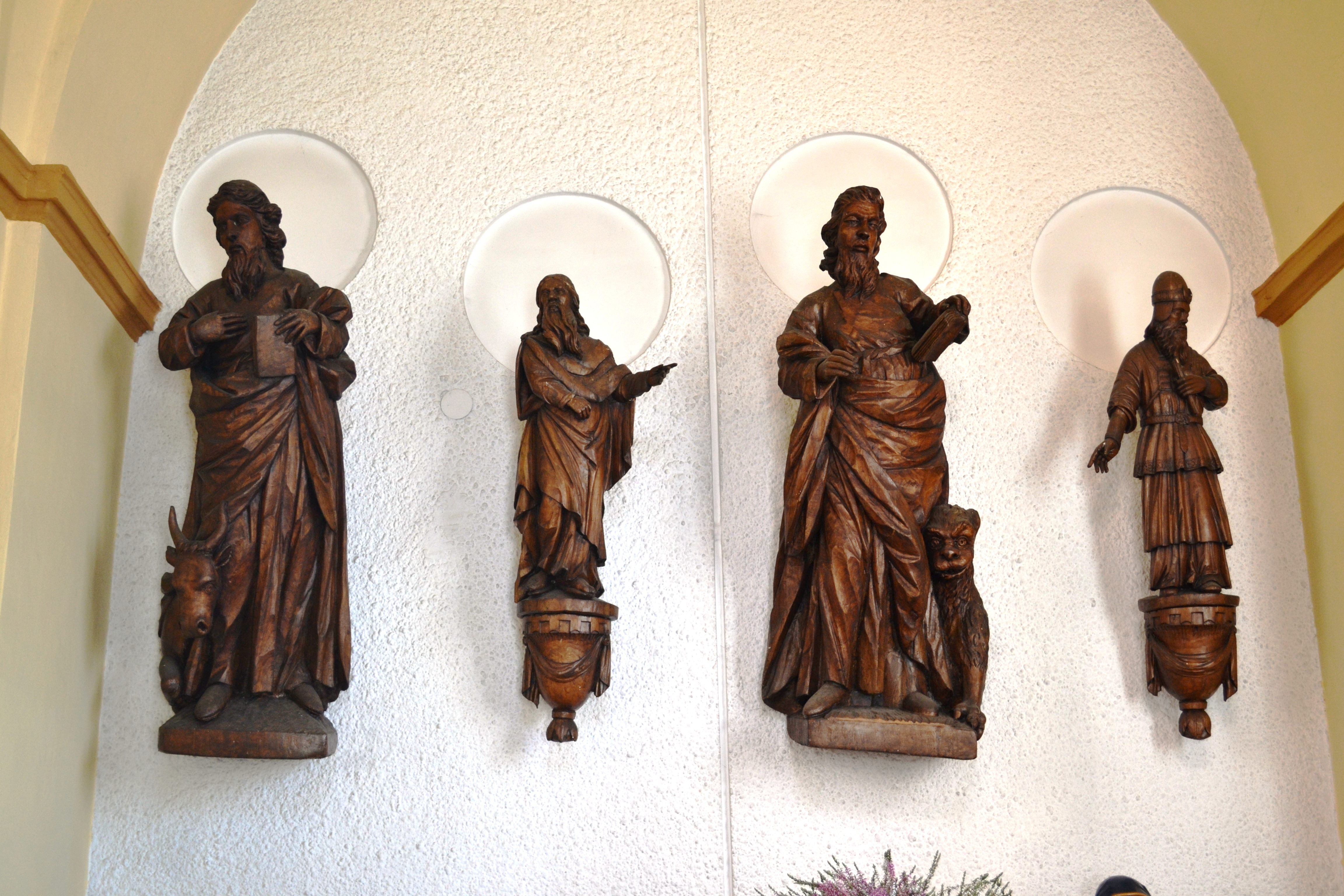
Barokowe rzeźby świętych z XVIII wieku
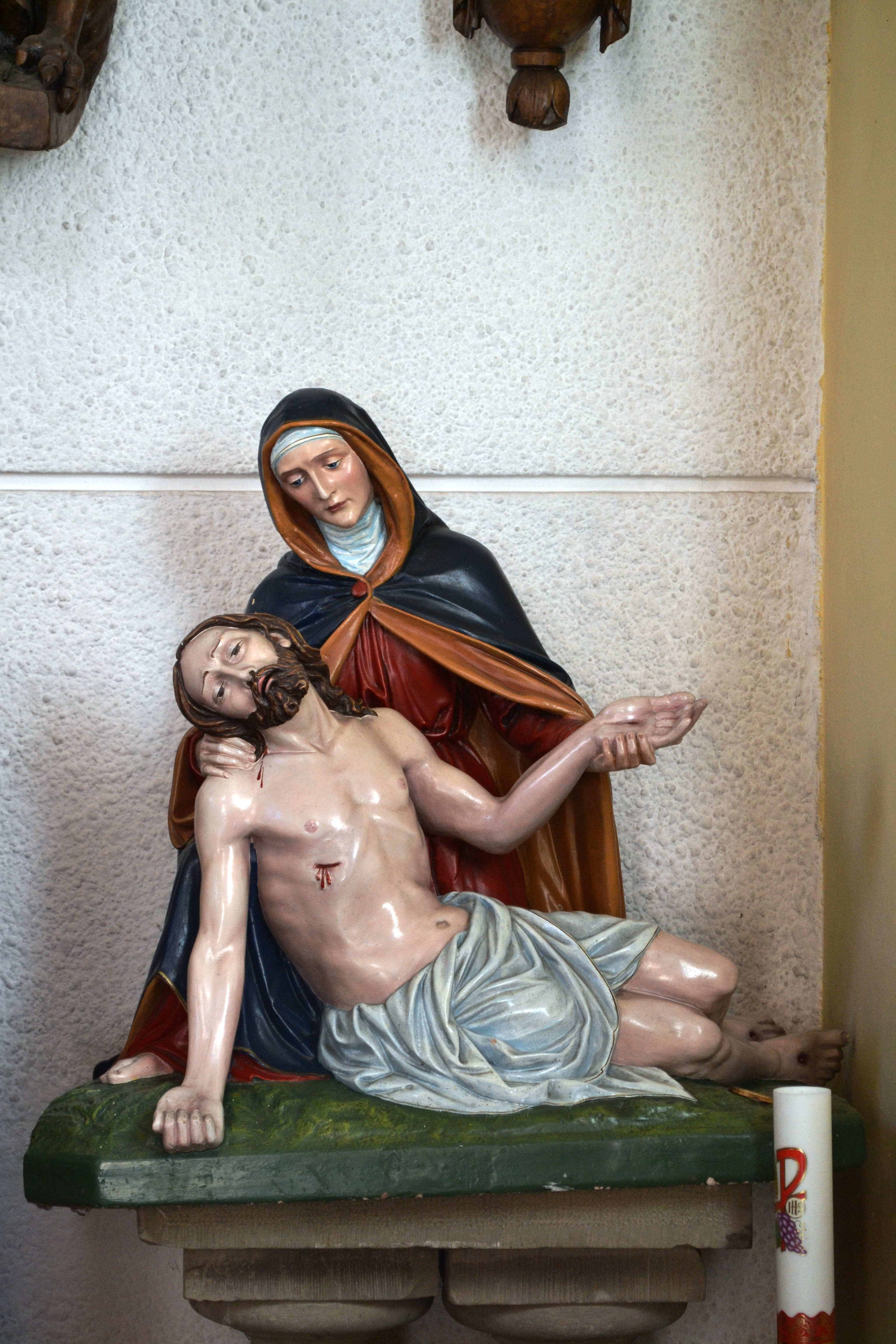
Pieta Matki Bożej Bolesnej
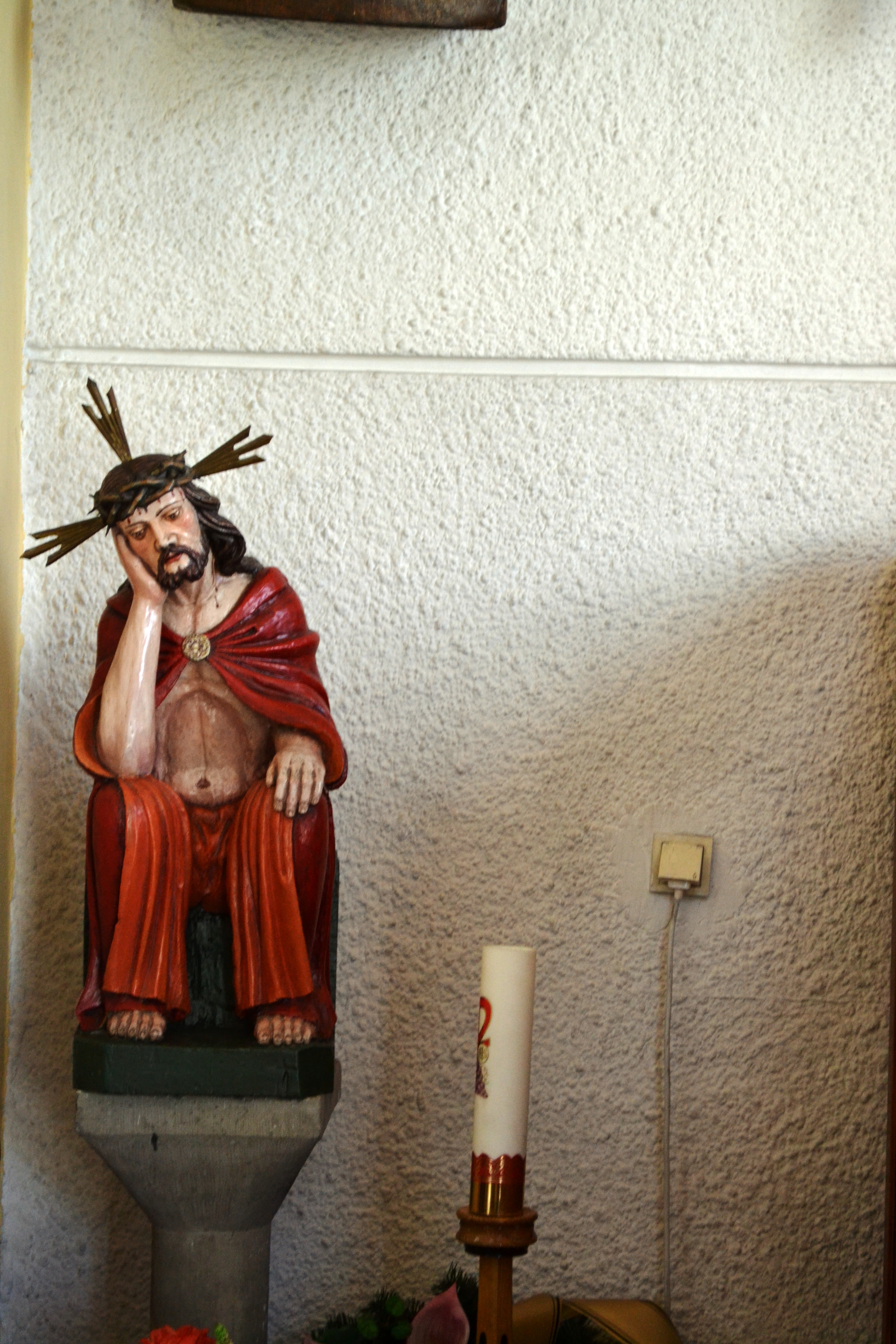
Rzeźba Chrystusa Frasobliwego
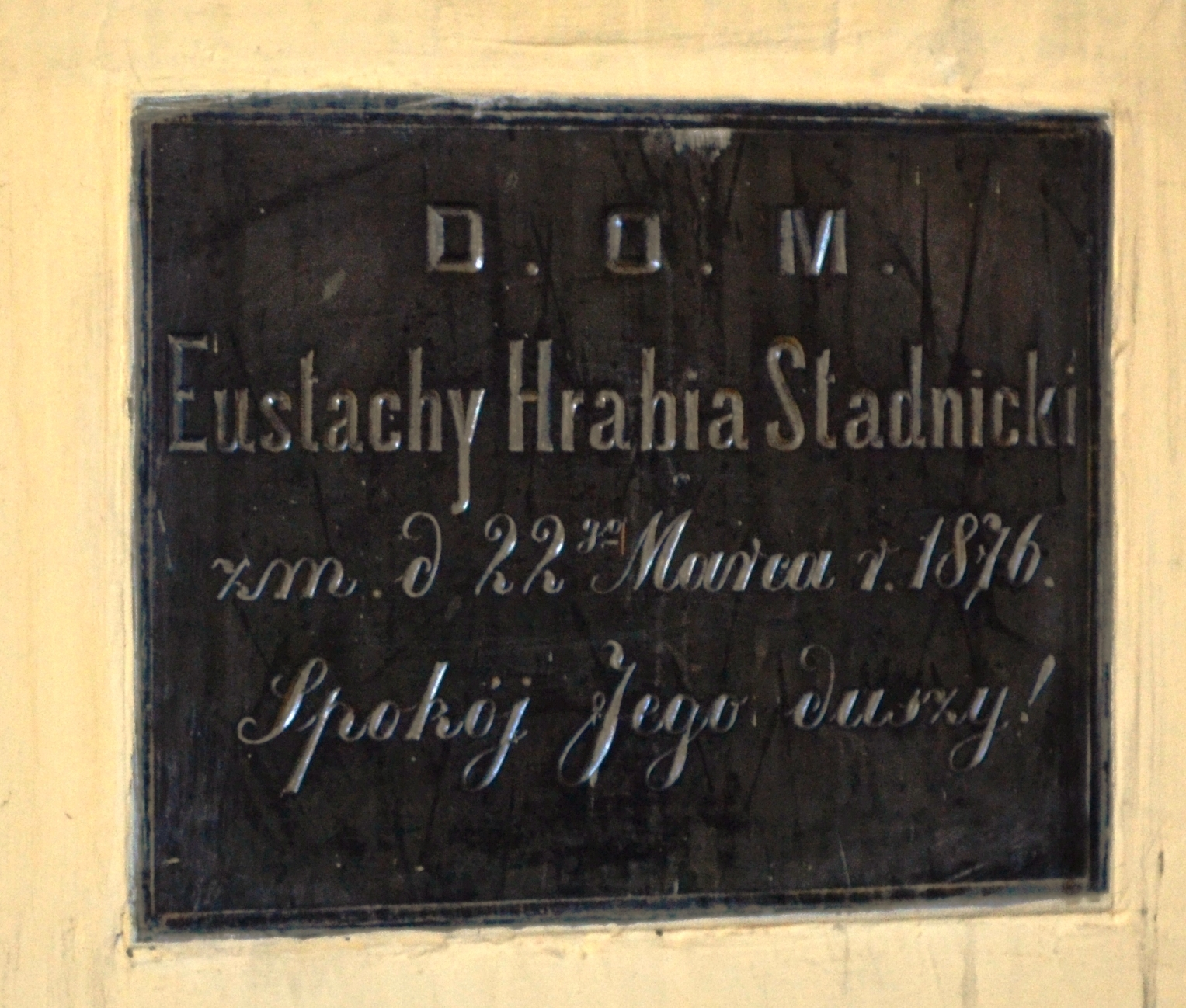
Tablica fundacyjna
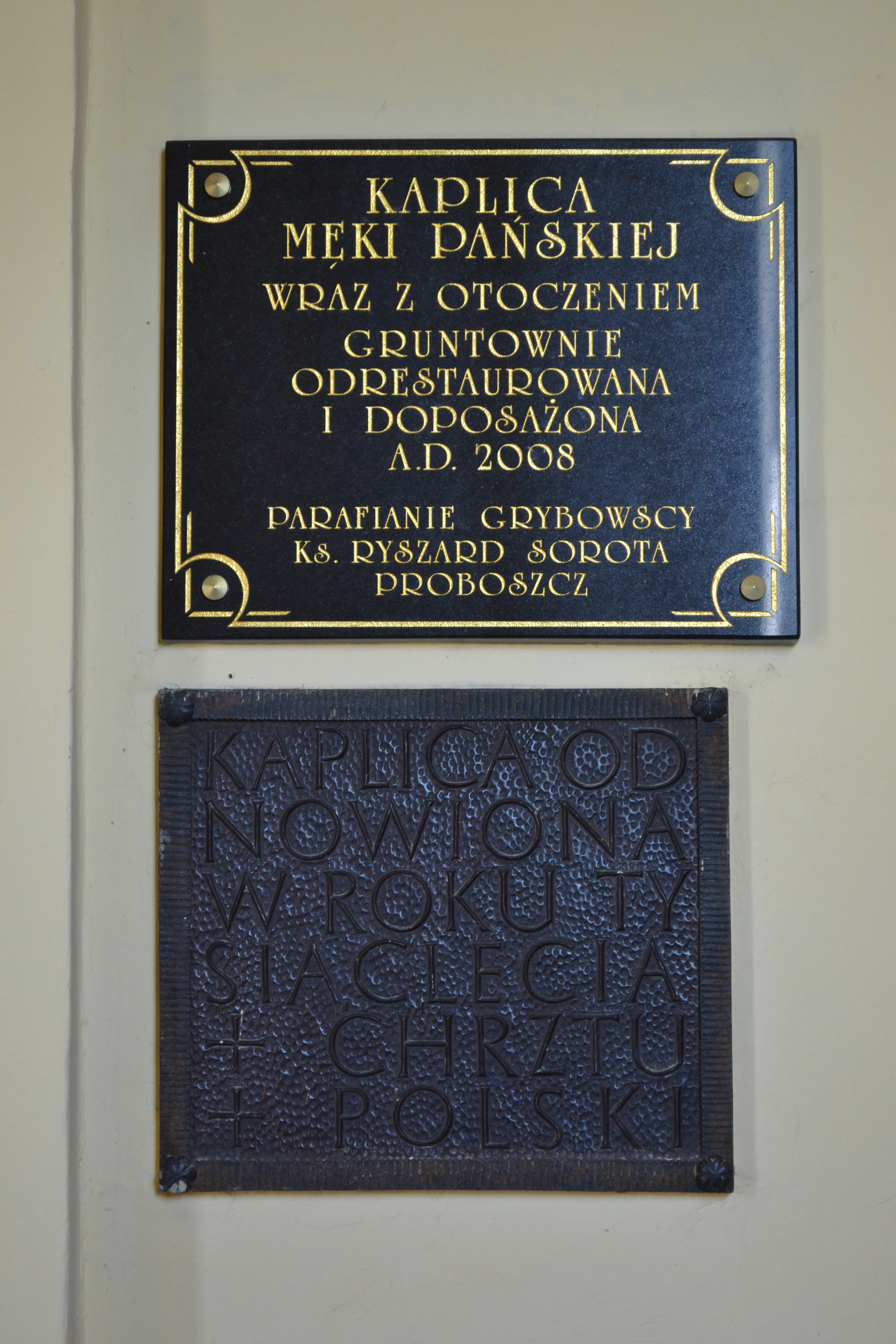
Tablica informacyjna